# Sazjid Sazjidov
Sazjid Sazjidov, född den 6 februari 1980, är en rysk brottare som tog OS-brons i mellanviktsbrottning i fristilsklassen 2004 i Aten.